# Münzbach (Górna Austria)
Münzbach – gmina targowa w Austrii, w kraju związkowych Górna Austria, w powiecie Perg. Według danych Austriackiego Urzędu Statystycznego liczyła 1726 mieszkańców (1 stycznia 2015).